# Виноградов, Николай Андрианович
Николай Андрианович Виноградов (27 июля 1901, дер. Бартенево Тверская губерния — ?) — советский военачальник, полковник (1939), участник Гражданской, Советско-финляндской и Великой Отечественной войн.

## Биография
В ноябре 1918 года, во время Гражданской войны, вступил в ряды Рабоче-крестьянской Красной армии и служил в 1-й Московском продовольственном полку. Вместе с ним воевал на Южном фронте. В 1922 году проходил учёбу на курсах заведующих оружием при Высшей тактико-стрелковой школе комсостава РККА им. III Коминтерна, в 1931 окончил курсы «Выстрел»
В должности комиссара штаба 15-й армии участвовал в Советско-финляндской войне 1939—1940 годов.
В октябре 1940 года Виноградов был назначен начальником штаба 70-й стрелковой дивизии, которая в начале Великой Отечественной войны входила в состав Лужской оперативной группы. В июле 1941 была передислоцирована на Северо-Западный фронт. Дивизия вела бои на Ленинградском фронте в составе 55-й армии в районе Усть-Тосно, Ям- Ижора, Красный Бор, Колпино. 28 января 1942 года Виноградов был назначен начальником штаба 11-й стрелковой дивизии, которая была в подчинении 54-й армии Волховского фронта. Совместно с дивизией он принимал участие в Любанской наступательной операции.
6 августа 1942 года он был назначен командиром 294-й стрелковой дивизии. В начале сентября дивизия вошла в состав 4-го гвардейского стрелкового корпуса и принимала участие в Синявннской наступательной операции.
Из-за провала задания во время боя за Арбузово Виноградов был отстранен от должности и отдан под суд. Изначально трибунал вынес решение расстрелять его, но затем заменил свой решение на 10 лет Исправительно-трудового лагеря без лишения воинского звания. В октябре Виноградов стал командиром 320-го стрелкового полка 11-й стрелковой дивизии 8-й армии Волховского фронта. Дивизия вошла в состав 2-й ударной армии и принимала участие в прорыве блокады Ленинграда. За успешное выполнение боевой задачи 23 марта 1943 года с полковника Виноградова была снята судимость.
14 июля 1943 года Виноградов вступил в должность командира 741-го стрелкового полка 128-й стрелковой дивизии, которая в составе 67-й армии Ленинградского фронта участвовала в Мгинской наступательной операции. В январе 1944 года дивизия вошла в состав 42-й армии и принимала участие в Ленинградско-Новгородской наступательной операции. В феврале 1944 года Виноградов был назначен заместителем командира этой дивизии.
9 апреле 1944 года он был назначен временным командиром 196-й стрелковой Гатчинской Краснознаменной дивизией, которая в мае находилась в резерве Ленинградского фронта, а далее входила в состав 1-й ударной и 67-й армии 3-го Прибалтийского фронта. Вместе с ними дивизия принимала участие в Псковско-Островской, Тартусской, Прибалтийской и Рижской наступательных операция.
После войны полковник продолжил служить в той же дивизии.

## Награды[1]
- Орден Ленина
- 3 Ордена Красного Знамени
- Орден Отечественной войны I степени
- Орден Отечественной войны II степени
- Ордена Красной Звезды
- Медаль «За оборону Ленинграда»
- Медаль «За победу над Германией в Великой Отечественной войне 1941—1945 гг.».